# Histoire profonde
 (décembre 2023).
La mise en forme du texte ne suit pas les recommandations de Wikipédia : il faut le « wikifier ».
Les points d'amélioration suivants sont les cas les plus fréquents :
- Les titres sont pré-formatés par le logiciel. Ils ne sont ni en capitales, ni en gras.
- Le texte ne doit pas être écrit en capitales (les noms de famille non plus), ni en gras, ni en italique, ni en « petit »…
- Le gras n'est utilisé que pour surligner le titre de l'article dans l'introduction, une seule fois.
- L'italique est rarement utilisé : mots en langue étrangère, titres d'œuvres, noms de bateaux, etc.
- Les citations ne sont pas en italique mais en corps de texte normal. Elles sont entourées par des guillemets français : « et ».
- Les listes à puces sont à éviter, des paragraphes rédigés étant largement préférés. Les tableaux sont à réserver à la présentation de données structurées (résultats, etc.).
- Les appels de note de bas de page (petits chiffres en exposant, introduits par l'outil «  Source ») sont à placer entre la fin de phrase et le point final[comme ça].
- Les liens internes (vers d'autres articles de Wikipédia) sont à choisir avec parcimonie. Créez des liens vers des articles approfondissant le sujet. Les termes génériques sans rapport avec le sujet sont à éviter, ainsi que les répétitions de liens vers un même terme.
- Les liens externes sont à placer uniquement dans une section « Liens externes », à la fin de l'article. Ces liens sont à choisir avec parcimonie suivant les règles définies. Si un lien sert de source à l'article, son insertion dans le texte est à faire par les notes de bas de page.
- La présentation des références doit suivre les conventions bibliographiques. Il est recommandé d'utiliser les modèles {{Ouvrage}}, {{Chapitre}}, {{Article}}, {{Lien web}} et/ou {{Bibliographie}}. Le mode d'édition visuel peut mettre en forme automatiquement les références.
- Insérer une infobox (cadre d'informations à droite) n'est pas obligatoire pour parachever la mise en page.

Pour une aide détaillée, merci de consulter Aide:Wikification.
Si vous pensez que ces points ont été résolus, vous pouvez retirer ce bandeau et améliorer la mise en forme d'un autre article.
 (décembre 2023).
La Deep History, ou Histoire profonde,, est un champ de recherche historique qui étudie le passé distant de l’espèce humaine, regroupant une période allant du Paléolithique au Néolithique. S’inscrivant dans la dynamique initiée par la Big History dans les années 90, elle fait son apparition sous les écrits de Daniel Lord Smail en 2005,.
Ce courant historiographique a pour objectif d’étendre le spectre de l’histoire en comblant le vide entre l’émergence des premiers outils lithiques et celle de l’écriture, afin de constituer une chronologie qui reconnaît l’entièreté du passé humain. Dans l’introduction de son ouvrage qui deviendra le manifeste de la Deep History, Daniel Smail indique avoir rédigé son livre pour « les personnes qui sont intéressées par les origines et croient que l’histoire devrait commencer au commencement. »
Pour ce faire, la Deep History utilise des sources et méthodes de recherches en lien avec d’autres disciplines, comme l’archéologie, la géologie, la génétique ou les sciences biologiques.

## Histoire du courant

### Les prémices: le concept de Longue durée et laBig History
L’Histoire profonde tire ses premières racines des années 1860, époque pendant laquelle fut initiée une « révolution temporelle » avec la découverte d’un temps profond, dépassant dès lors la conception de l’Eden biblique.Avant cela, l’origine des premiers hommes se basait notamment sur les travaux de l’archevêque anglican James Ussher, qui datait la création de la Terre à 4004 années avant J.-C. Il faudra attendre le 19e siècle et le développement de la géologie et l’archéologie pour voir la naissance de la préhistoire, et de ce fait l’apparition de périodes comme le néolithique et le paléolithique.
La seconde source d’où provient la Deep History est le concept de « Longue durée » tel qu’élaborée par Fernand Braudel en 1949, et défini en 1958. Elle se caractérise comme une histoire à l’opposé de celle dite « événementielle », au temps court des individus et du quotidien. C’est une perspective historique étudiant les relations sur la longue durée, les phénomènes imperceptiblement changeants, mettant en avant des pratiques telles que la climatologie ou la démographie.
Dans cette dynamique d’élargissement de la vision de l’histoire apparait au cours des années 1990 la Big History, de laquelle découle l’Histoire profonde. Le terme fut inventé en 1991 par Christian David qui y présente un courant prônant une histoire globale, commençant aux origines de l’univers jusqu’à nos jours, le tout en fusionnant l’ensemble des disciplines scientifiques. L’historien Fred Spier la décrit comme une histoire qui « place l’histoire humaine dans le contexte de l’histoire cosmique, du début de l’univers jusqu’à la vie sur Terre aujourd’hui ». Les adeptes de ce courant historique affirment que la science est désormais davantage fondée sur l’histoire, permettant d’intégrer l’histoire humaine dans les récits historiques qui sont déjà une composante centrale bien établie dans des sciences historiques telles que la géologie, l’astrophysique ou la climatologie.

### La fondation de laDeep Historypar Daniel Smail
Daniel Smail déclare n'avoir "jamais réfléchi" au concept en question durant ses études doctorales. Un des éléments déclencheurs de sa volonté d'établir une nouvelle réflexion sur l'histoire lui vient dans les années 1990. A ce moment-là, Smail n'est pas encore professeur à Harvard - où il commence à enseigner seulement en 2006 - et travaille dans plusieurs universités de "second rang". Ce qui le frappe le plus alors est "le manque de connaissances fondamentales des étudiants sur les origines de l'humanité". Il forge alors plusieurs de ses cours autour de l'histoire dite 'naturelle".
C’est en 2005 qu'il publie l’article « In the Grip of Sacred History », dans lequel il critique l’attache encore importante que possède l’histoire « Sacrée », la chronologie biblique du jardin d’Eden, dans la mentalité historienne. Ce qui avant séparait la préhistoire de l’histoire était représenté par le Déluge. Aujourd’hui, elle est remplacée par l’invention de l’écriture et les premières sociétés mésopotamiennes. De ce fait, la majorité des historiens restent cantonnés à cette « histoire courte » de l’Homme tout en considérant avec un certain dédain la préhistoire.
L’objectif principal de son travail est de revaloriser cette « histoire longue/profonde » de l’humanité. N’estimant pas que la taille des premiers silex a moins de valeur que la première trace de mise par écrit, son désir est de repousser le champ de l’Histoire jusqu’au Paléolithique. L’ambition de cette démarche est également de promouvoir une évolution de la conception chronologique occidentale, dépassant les barrières qu’elle s’est imposées. La conclusion apporte des ouvertures à plusieurs disciplines qui peuvent et vont aider les historiens à mieux comprendre et étudier ces périodes reculées : l’archéologie, la génétique, la climatologie, la psychologie, la paléoanthropologie, etc.
Cette remise en question de la temporalité traditionnelle n’est pas individuelle à Smail. Les ouvrages d’Alun Munslow, dont notamment son article publié en 2007 « Presenting and/or re-presenting the past », revendiquent également cette volonté d’établir un « temporal turn » au sein de la recherche historique.
La même année est publié l’écrit majeur de Daniel Smail, On Deep History and the Brain, qui fait officiellement débuter le courant historiographique de la Deep History. Ce dernier est divisé en 5 chapitres : les 3 premiers ont pour objectif de présenter certains des obstacles historiographiques, épistémologiques et théoriques qui ont jusqu’à présent obscurci la lisibilité de l’histoire profonde, la plus importante étant la difficulté de constituer une continuité entre le paléolithique et le présent par le manque de sources disponibles. Pour créer cette continuité historique entre ces 2 bornes chronologiques, Smail propose dans son chapitre 4 l’utilisation de ce qu’il nomme la « neurohistoire », étude mettant en avant le cerveau humain et son évolution au fil des périodes. C’est sur cette base de recherche qu’il élabore, dans son cinquième et dernier chapitre, des hypothèses sur ce que la neurohistoire pourrait apporter à la science historique, le cerveau n’étant pas un élément déconnecté de l’histoire, mais un réel acteur dont la transformation se doit d’être analysée.
Six ans plus tard, Smail reviendra dans un article sur l’étude effectuée dans son ouvrage, et précise que ce dernier avait pour objectif premier d’« interroger les formes narratives de l’historiographie, et non pas à offrir quoi que ce soit qui puisse s’y substituer ». Fruit de son époque, On the Deep History and the Brain a principalement marqué la réflexion historiographique en notant le coup d’envoi de l’Histoire profonde.

### Développement et exportation du courant à l’international
Au cours des années suivant On the Deep History and the Brain, Daniel Smail continua de publier à intervalles réguliers des recherches sur l’Histoire profonde, dans le but d’affiner son argumentation, notamment vis-à-vis de la toute jeune neurohistoire, soutenue par de récentes recherches scientifiques,mais également en abordant de nouveaux angles d’approche comme celui de l’histoire environnementale.
La volonté de constituer un « temporal turn » continua de se développer dans la sphère anglo-saxonne, avec la parution de travaux renouvelant le concept de Longue durée pour l’adapter aux études historiques contemporaines,. Principalement dans la seconde moitié des années 2010, une vague de travaux scientifiques plus ambitieux est publiée, apportant à l’Histoire profonde divers champs de recherches historiographiques tels que l’histoire des religions, de l'alimentation, de la fondation des états,ou encore sur l’histoire des civilisations précoloniales.
L’Histoire profonde va connaître un fort retentissement dans le milieu scientifique australien. Possédant un important pôle de recherche historique entourant la civilisation aborigène, elle institua en fin d’année 2019 le Research Center for Deep History fut inauguré à la fin de l’année 2019 dans une volonté de « redécouvrir le passé profond de l’humanité », avec un vif accent porté sur le passé des populations indigènes.
L’exportation de la Deep History en dehors de la sphère anglo-saxonne est en outre balbutiante, avec pour seule exception le développement d’une Histoire profonde française avec les travaux de Rafael Mandressi ou encore ceux d’Alexandre Vincent. Lorsque Smail cherche à faire traduire ses travaux en langue française, il se heurte néanmoins à un certain scepticisme de la part de ses collègues historiens français : pour eux, rapporte-t-il, "traduire ce genre de concept en français, compte tenu des tendances historiographiques de la recherche en France, n'a aucun intérêt".

## Sources
Parmi l’ensemble des disciplines offrant les outils nécessaires à l’étude du passé lointain de l’Homme, l’archéologie et la paléontologie sont celles ayant le plus d’importance. Sur base de l’analyse de fossiles ou de minéraux, il devient possible de dresser des tendances, des évolutions de l’espace dans lequel vivaient les premières civilisations humaines, mais également leurs impacts sur cette dernière. Ces études offrent le plus grand nombre de sources matériellement accessibles aux chercheurs des périodes précédant l’âge du Bronze et l’apparition des premières sources écrites,.
L’une des disciplines les plus liées à la Deep History est la neuroscience, en relation directe avec la notion de neuro-histoire telle que conceptualisée par Daniel Smail. La base de cette discipline plurielle est d’étudier le cerveau humain non pas comme gouverneur, mais en tant que transducteur principal de l’ensemble des signaux du corps. Cette perspective, en opposition avec les conceptions neuroscientifiques de ces dernières décennies, permet de considérer l’évolution de notre cerveau comme centrale à l’évolution de l’humain sur le temps long, proposant ainsi une connexion étroite entre notre époque et le paléolithique.
La génétique fournit quant à elle une approche scientifique plus concrète et quantifiable. À la suite des récentes innovations technologiques, il devient plus aisé aux chercheurs d’extraire et d’analyser le génome contenu dans les ossements humains, offrant un ensemble de données capitales dans la compréhension de notre évolution. Cela permet également d’étudier le développement de l’humain en fonction de son milieu géographique, de son sexe ou au sein de communautés. Ces informations sont autant de ressources et d’approches susceptibles d’aider l’historien profond à interpréter au mieux l’évolution du développement humain sur une longue durée.
Certaines sciences sociales possèdent également un lien privilégié avec la Deep History. L’anthropologie notamment, et l’ensemble des disciplines connectées à elle, est l’un des plus grands outils que l’historien profond peut utiliser. Usant de toutes les sciences nécessitant cette discipline, elle offre un ensemble de méthodes permettant une meilleure compréhension d’un passé encore nébuleux.
En complémentarité de l’anthropologie, la psychologie est également une science qui peut apporter beaucoup à l’histoire profonde. En présentant le cerveau comme élément majeur de son champ de recherche, Smail propose une étude s’ouvrant à des courants historiographiques tels que l’histoire des mentalités ou l’histoire culturelle, ainsi qu’aux modes d’analyse s’y référant.

## Les critiques adressées à l'«Histoire profonde»
La Deep History est encore un courant qui est loin de faire l’unanimité des spécialistes, certains adressant différentes critiques à son encontre.
La plus importante est concernant « l’occidentalo-centrisme » du mouvement, presque uniquement implanté dans les sphères scientifiques anglo-saxonnes. Des chercheurs, notamment en provenance des Postcolonial studies ou des Indigenous studies, signalent le manque de diversité et de point d’approche de l’histoire profonde, ne se basant que sur une conception occidentale de la temporalité. Une demande est faite pour que ce nouveau courant incorpore des visions plus décentrées de celle initiée par Daniel Smail, comme a pu le souligner Julia E. Rodriguez dans son article « Deep History and the Pitfalls of Periodization ».
Une seconde critique, touchant principalement la Big History mais se rapportant également à la Deep History, est l’inquiétude des chercheurs de voir la discipline tomber dans une pseudoscience, en faisant appel à des constats scientifiques parfois encore rendus au stade d’hypothèses, le tout dans une volonté d’unifier la totalité des disciplines scientifiques en une seules.
Dans ce même aspect de crainte de faire de la pseudo-histoire, la neuro-histoire telle qu’initiée par Daniel Smail est également au cœur à de vives critiques par les neuroscientifiques. Ces derniers craignent un effet de « parasitage » de l’ensemble des sciences humaines par le préfixe « neuro- », menant in fine à une déperdition de son sens premier, tout en restreignant l’étude de l’homme à l’unique cerveau. Du point de vue des historiens, des objections apparaissent également. Certains estiment que ce « neuro-turn » est un sujet à prendre en considération dans la critique historique, se réclamant de ce nouveau discours sur la plasticité du cerveau. D’autres voix au contraire se soulèvent contre cette adhésion trop rapide à ce nouveau courant. Appel est fait de ne pas ignorer cette nouvelle perspective d’étude de l’histoire, mais bien d’y porter un regard prudent et d’attendre qu’elle produise ses premières lettres de noblesse afin de pleinement la traiter comme une discipline ouverte à la recherche historique.